# Kanonbåden Buhl
Kanonbåden Buhl var et dansk krigsskib, der blev søsat i 1861 og hejste kommando i 1862. Buhl blev bygget hos Baumgarten & Burmeister. Sammen med fem tilsvarende kanonbåde omtales skibene som Thura-klassen. Det var opkaldt efter søofficeren Peter Buhl, der døde i 1812 ombord på fregatten Najaden i kamp mod det britiske linjeskib HMS Dictator.

## Konstruktion
Thura-klassen var ret simple konstruktioner - udfordringen i dem var, at Orlogsværftet for første gang skulle bygge skibe af jern. Tre af skibene blev bygget hos Baumgarten og Burmeister, herunder Buhl, der havde værftets byggenummer 12. Værftet leverede også skibets dampmaskine, der ydede 170 HK. Foruden dampmaskineriet var skibets to master forsynet med rigning, så der kunne suppleres med sejl. Skibets to kanoner var anbragt i hver sin udbygning ("svalerede") foran skorstenen, og der var tale om 30-punds glatløbet skyts med kanonvægt på 50 centner og kaliber 16,2 cm L/18. I 1868 blev kanonerne udskiftet med riflede 24-punds (15,4 cm), stadig med kanonvægt 50 centner. De nye kanoner var langt mere træfsikre.

## Tjeneste
Buhl var udrustet under den 2. slesvigske krig, hvor det blandt andet var udstationeret ved Fehmern. Hensigten var at forhindre en preussisk besættelse af øen, men preusserne nåede alligevel over til øen i ly af mørket, natten mellem den 14. og 15. marts 1864. I 1874 deltog Buhl i en øvelse som troppetransportskib og grundstødte i Hornbækbugten. Besætningen blev bjerget, men skibet blev slået til vrag og derefter solgt til ophugning.